# 齊戈隆峰
46°12′58″N 10°35′12″E / 46.21604°N 10.58677°E
齊戈隆峰（義大利語：Cima del Zigolon），是意大利的山峰，位於該國北部，由特倫蒂諾-上阿迪傑大區負責管轄，屬於阿達梅洛-普雷薩內拉阿爾卑斯山脈的一部分，海拔高度3,048米，每年平均降雨量1,357毫米。